# Бранденбургская кухня

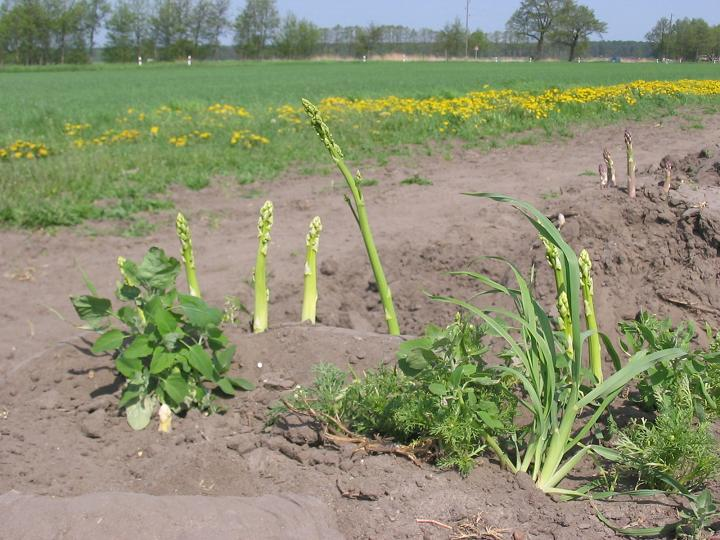
Спаржа на поле под Белицем

Бранденбургская кухня (нем. Brandenburger Küche) — традиционная кухня, распространённая в земле Бранденбург в Германии. Считается довольно простой по сравнению с другими немецкими кухнями. Содержит элементы, характерные для западнославянских пищевых традиций северо-востока Германии, что роднит её с мекленбургской и померанской кухнями.

## Продукты
Благодаря многочисленным местным озёрам в бранденбургской кухне присутствует много блюд из рыбы — щуки, судака, карпа и угря. Блюда из рыбы часто подают со шпревальдским соусом, похожим на бешамель с петрушкой и укропом.
Картофель, завезённый с американского континента, стал неотъемлемым ингредиентом бранденбургской кухни. Сам прусский король Фридрих II Великий поощрял его употребление, издав соответствующий королевский указ. Не случайно, на могиле прусского монарха в Сан-Суси всегда лежат несколько картофелин. В настоящее время некоторые туристические экскурсии построены вокруг картофеля и его важного значения для бранденбуржцев. Например, туристическая компания региона Флеминг предлагает «кулинарный картофельный тур» с посещением нескольких постоялых дворов, в которых гостям подаются блюда, приготовленные по инновационным рецептам и содержащие картофель. Большой популярностью у гурманов пользуется спаржа, выращенная в окрестностях города Белица, большая часть урожая которой раскупается местными жителями. В Берлине во время сезона спаржи многие рестораны предлагают «белицкую спаржу с картофелем под голландским соусом».
В кухнях лесных районов Бранденбурга, таких как Шорфхайде и Нижняя Лужица, много блюд из дичи и грибов — лисичек, белых и польских грибов. Фирменные блюда из них входят в меню местных заведений общественного питания.

## Фирменные блюда региона
Фирменным блюдом кухни в Нижней Лужице являются плинзе, нечто среднее между русскими блинами и оладьями. Кроме того, местные жители часто используют в пищу льняное масло. Главным местным блюдом является творог с льняным маслом. Готовится это блюдо из творога с нарезанным луком или луком-шалот и льняным маслом; по-традиции подаётся с отварным картофелем.
Фирменными блюдами в исторической области Уккермарк является «клоппшинкен» — панированная копчёная ветчина, брюквенный айнтопф и кисло-сладкий мусс из бузины «флидеркройде».
Другим хорошо известным блюдом бранденбургской кухни является блюдо из Пригница — книперколь, квашеная смесь белокочанной, кормовой и кудрявой капусты с виноградными и черешневыми листьями.
Бранденбургская кухня славится своими пирожными и десертами. Большой популярностью пользуются мороженое «Князь Пюклер» и трубочки с джемом из Флеминга.

Блюда бранденбургской кухни
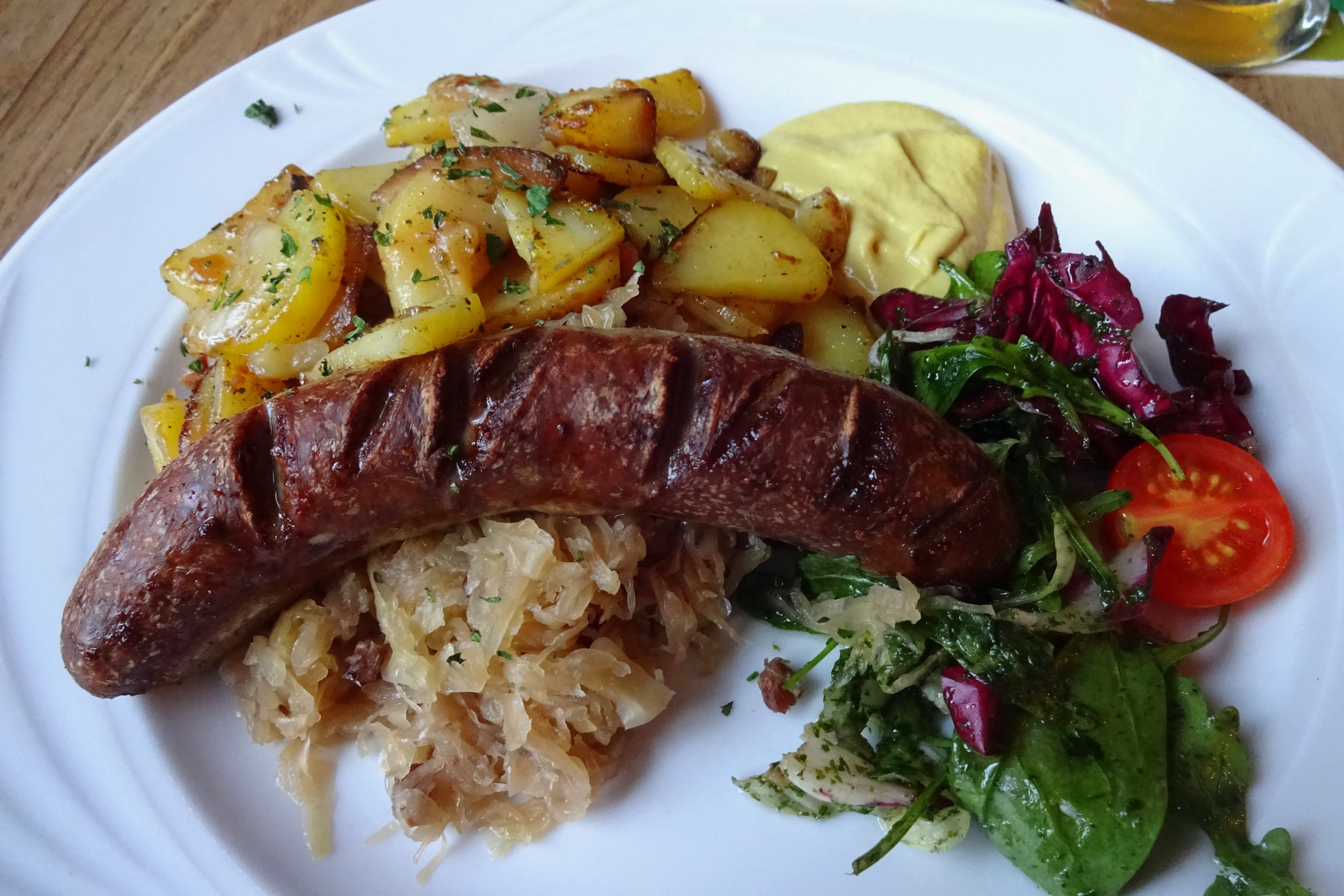
Братвурст из оленины с жареным картофелем и квашеной капустой
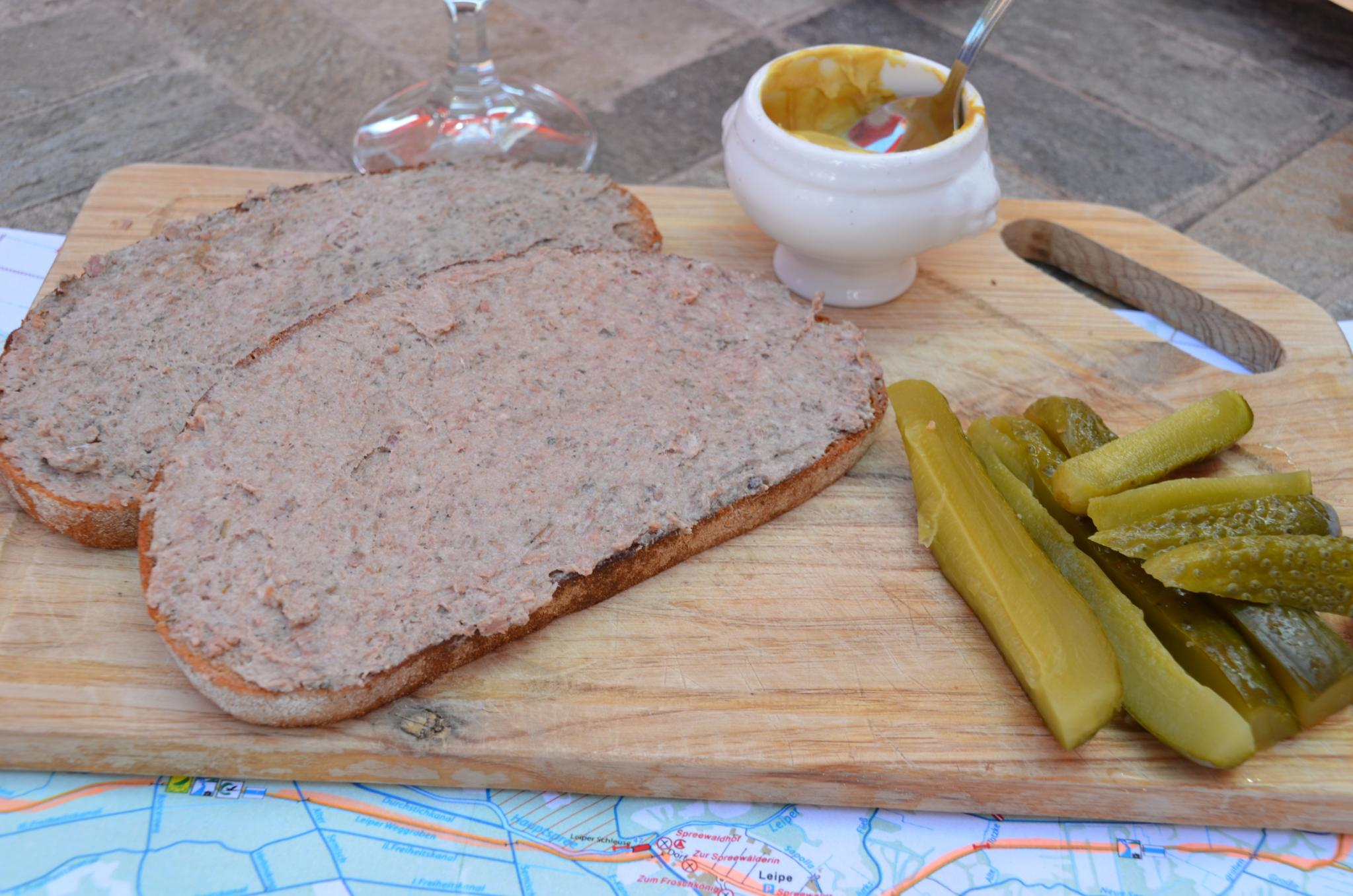
Бутерброды с лебервурстом и шпревальдские огурцы
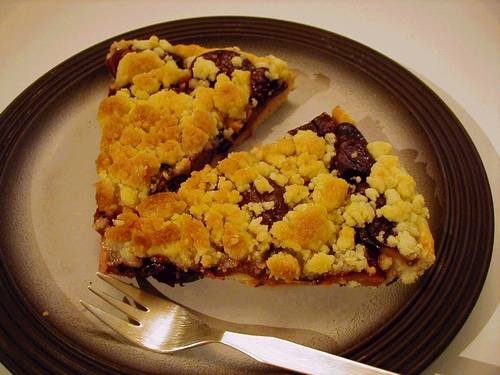
Штрейзельный сливовый пирог
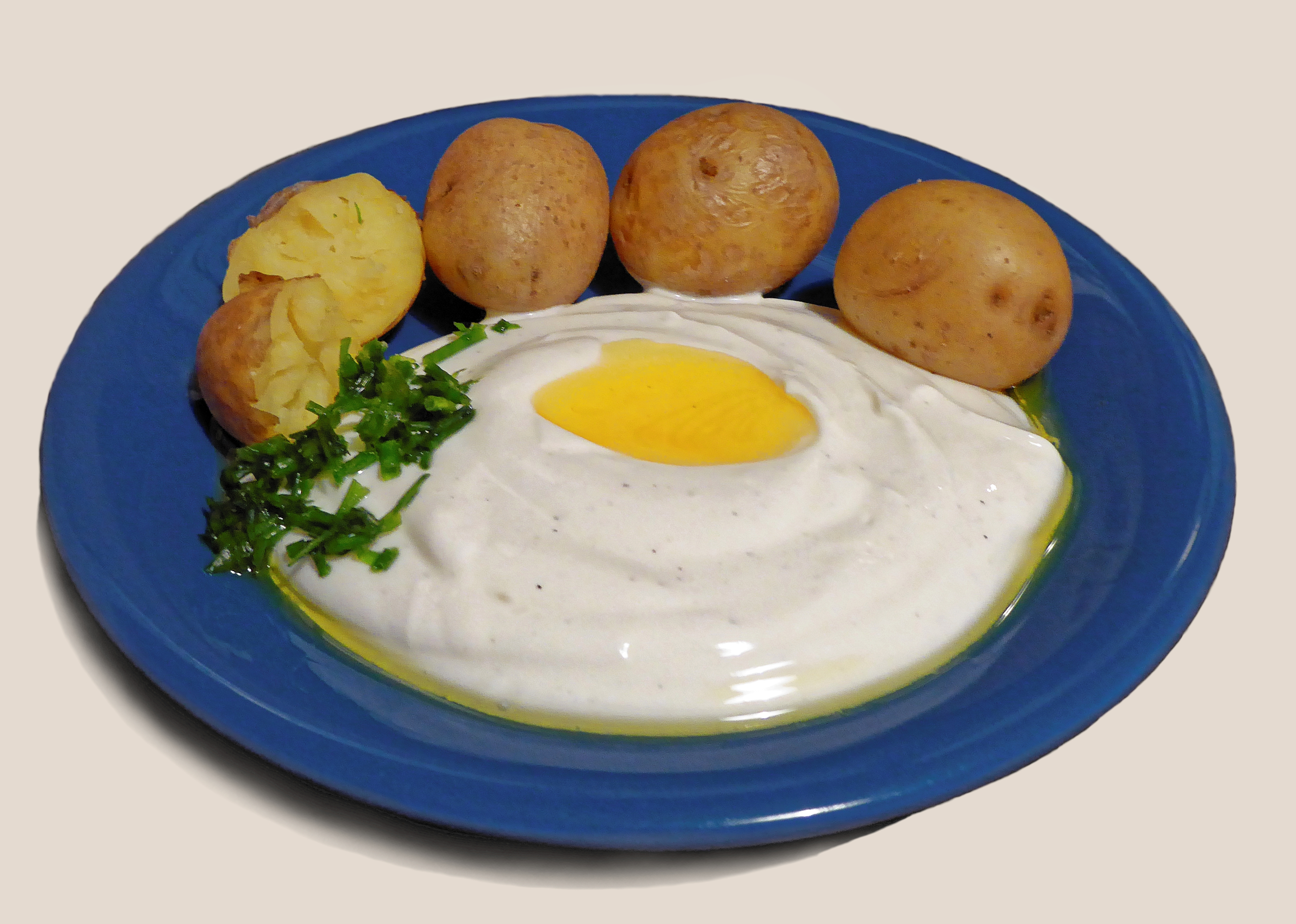
Творог с льняным маслом
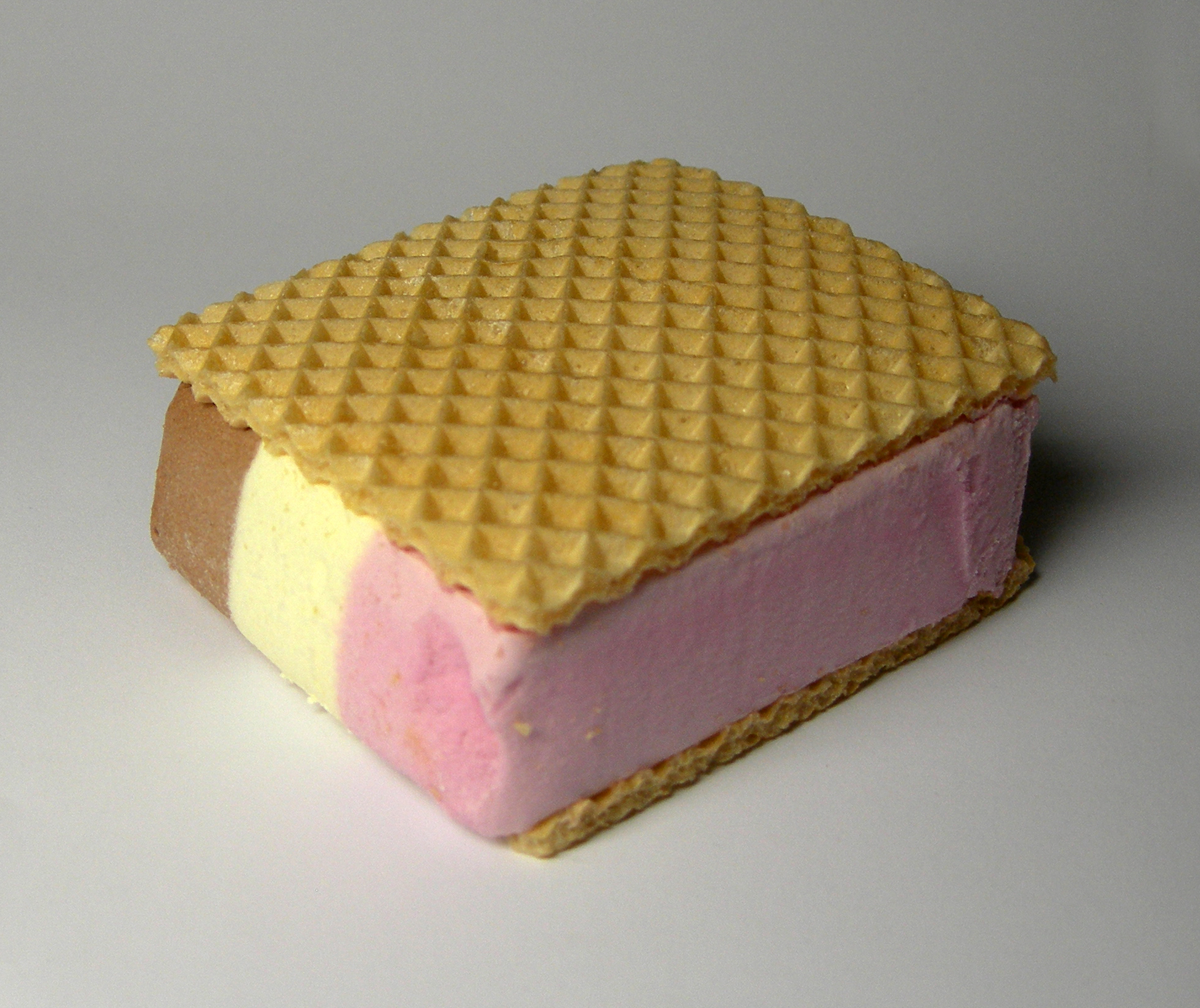
Мороженое «Князь Пюклер»

## Напитки
В современном Бранденбурге действует много пивоварен. В своё время здесь имел место многолетний правовой спор, инициированный монастырской пивоварней «Нойцелле», пытавшейся отстоять монопольное право на производство местного тёмного пива.
Когда-то процветающим пивным центром был город Бернау. Однако знаменитое «Бернауское пиво» в последний раз было произведено во Фридрихсхагене, районе современного Берлина.
На крестьянских фермах близ города Вердер в большом количестве выращивают фрукты, которые затем перерабатывают во фруктовые вина. Различные винокурни также производят хорошие фруктовые бренди.